# Warren H. Lewis
Warren Harmon Lewis (* 17. Juni 1870 in Suffield, Connecticut; † 3. Juli 1964 in Philadelphia, Pennsylvania) war ein US-amerikanischer Embryologe und Zellbiologe an der Carnegie Institution of Washington. Er ist vor allem für seine Beiträge zur Zellkultur und zur bewegten Zellfotografie bekannt.

## Leben und Wirken
Warren Lewis wuchs ich Chicago auf. Er erwarb 1894 an der University of Michigan einen Bachelor und arbeitete anschließend zwei Jahre als Assistent in der Abteilung für Zoologie, unter anderem unter Jacob Reighard. 1896 begann Lewis sein Studium der Medizin an der Johns Hopkins University in Baltimore, das er 1900 abschloss. Anschließend wurde er Assistent bei Franklin P. Mall an der Abteilung für Anatomie der Johns Hopkins University, die einen starken embryologischen Schwerpunkt hatte. Lewis forschte zwischen 1901 und 1903 bei Jacques Loeb am Marine Biological Laboratory und bei Moritz Nussbaum an der Universität Bonn.

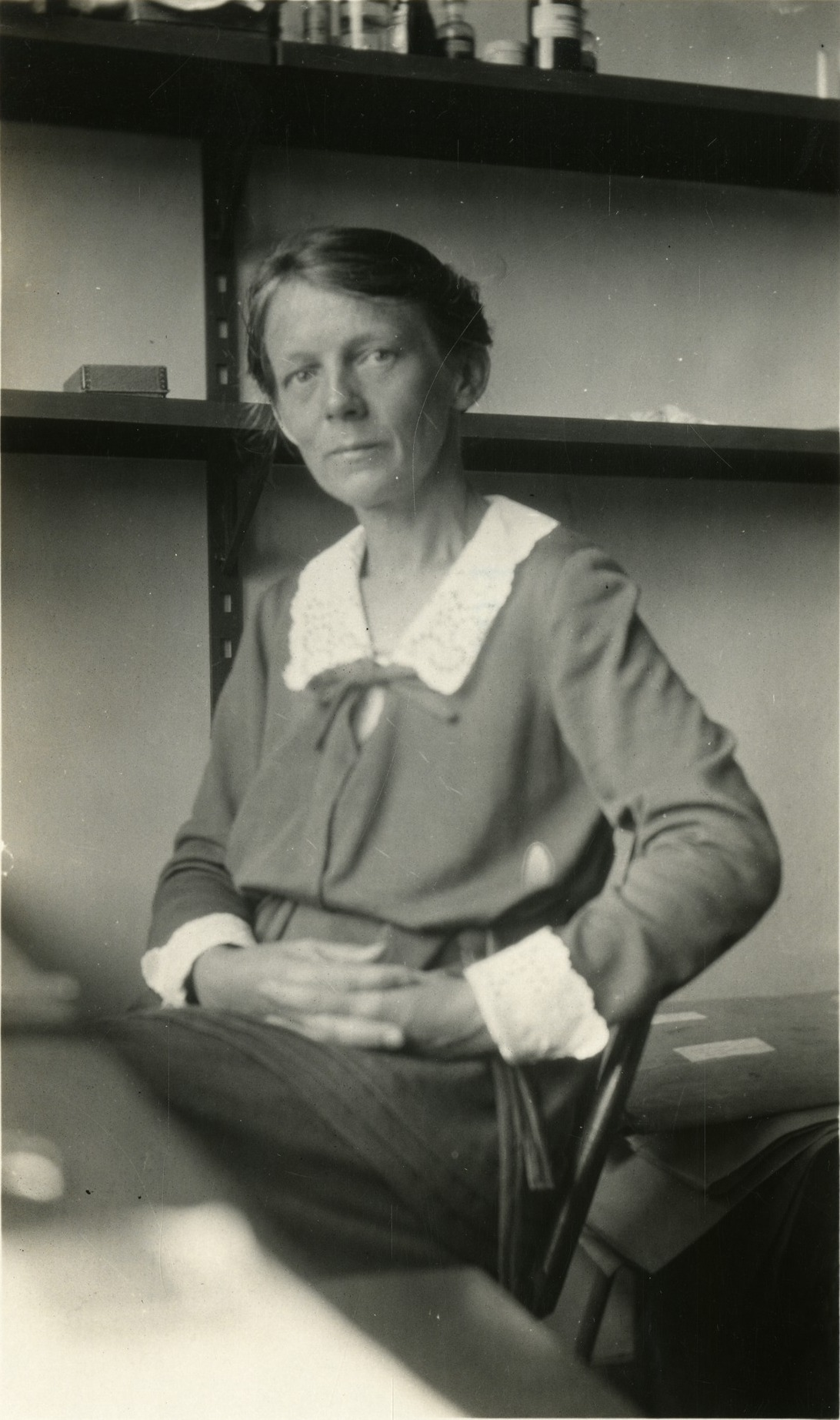
Margaret Reed Lewis

Zurück in Baltimore befasste Lewis sich mit der Ontogenese des Auges und verwendete unter anderem Methoden  der experimentellen Embryologie mit Gewebetransplantationen bei lebenden Frosch-Embryos. 1903 wurde er Assistant Professor, 1904 Associate Professor und 1914 ordentlicher Professor für Anatomie. In einer Zusammenarbeit mit der Carnegie Institution of Washington verbesserte er die Technik zur Erstellung embryologischer Wachsmodelle. Mit der Zellbiologin Margaret Reed Lewis (1881–1970) war er seit 1910 verheiratet. Mit ihr gelangen Lewis erfolgreiche Experimente zur in-vitro-Kultivierung von Zellen und Geweben. Das Paar hatte drei Kinder.
1917 wechselte das Ehepaar Lewis an die Carnegie Institution. Hier gelang die Verbesserung der Nährmedien unter Beachtung von deren pH-Wert. Lewis und Lewis konnten zeigen, dass Monozyten und Makrophagen derselbe Zelltyp sind, ebenso wie die „Hofbauer-Zellen“ der Plazenta. Warren Lewis übertrug seine Kenntnisse der Zellkultur auf die Kultivierung von Krebszellen und konnte zahlreiche zytologische Besonderheiten verschiedener Krebsarten beschreiben. Mittels wiederholter Fotografien gelangen bewegte Bilder (Zeitraffer) embryonaler Entwicklungen und von Zellfunktionen wie die Pinozytose (insbesondere der Makrophagen), die Fortbewegung von Zellen oder die Zellteilung.
Lewis war zwischen 1918 und 1942 Herausgeber der 20. bis 24. Auflage von Gray’s Anatomy. 1940 ging er an der Carnegie Institution in den Ruhestand, war aber noch am Wistar Institute in Philadelphia wissenschaftlich aktiv.
Laut Datenbank Scopus, die Zitationen überwiegend erst aus der Zeit nach den 1970er Jahren erfasst, hat Lewis (Stand Dezember 2024) einen h-Index von 15.

## Auszeichnungen (Auswahl)
- 1934–1936 Präsident der American Association of Anatomists
- 1936 Mitglied der National Academy of Sciences[2]
- 1943 Mitglied der American Philosophical Society[3]
- 1950 Ehrenmitglied der Royal Microscopical Society[4]
- 1951 Mitglied der Accademia Nazionale dei Lincei[5]
- 1960 Ross G. Harrison Prize der International Society of Cell Biology